# Сефтон
Сефтон (англ. Sefton) — метрополитенский район (боро) в церемониальном графстве Мерсисайд в Англии. Административные центры — города Бутл и Саутпорт.

## География
Район расположен на побережье Ирландского моря в северной части графства Мерсисайд, граничит с графством Ланкашир.

## Состав
В состав района входят 5 городов:
- Бутл
- Кросби
- Магулл
- Саутпорт
- Формби

1 территория (англ. Unparished area):
- Литерленд

и 8 общин (англ. Civil parish): 
- Айнтри
- Инс Блунделл
- Лидиат
- Литл Алткар
- Меллинг
- Сефтон
- Торнтон
- Хайтаун